# Tai dam
I tai dam sono un gruppo etnico stanziato nelle zone montane dell'Indocina settentrionale. Sono presenti prevalentemente in Vietnam, in Laos ed in Cina sudoccidentale. Comunità minori vivono in Thailandia e discrete colonie di rifugiati tai dam si trovano negli USA ed in Francia.
Fanno parte dei popoli tai, gruppo di etnie che comprende i lao, i thai, gli shan e gli zhuang. Parlano il tai dam, che fa parte della famiglia linguistica tai. Il termine tai dam è proprio delle lingue tai e significa tai neri, con riferimento al colore del tradizionale costume che indossano.

## Distribuzione

### Vietnam
Il gruppo più popoloso è quello del Vietnam, dove vengono chiamati thái đen e táy đăm, e si trova principalmente nelle valli settentrionali del Fiume Rosso e del Fiume Nero. Altre comunità si sono stanziate in alcune province meridionali, tra cui quelle di Dak Lak e Gia Lai. Secondo una stima di SIL International, la popolazione totale dei tai dam vietnamiti era di 699.000 abitanti nel 2002. Altre definizioni dell'etnia nel paese sono tai do e tai noir, quest'ultimo un retaggio dell'epoca coloniale francese. Il dialetto principale è il táy mu'ò'i (detto anche tai mueai).
Il governo di Hanoi li ha inseriti nel gruppo dei thái vietnamiti, di cui fanno parte altre etnie tra cui i tai deng ed i tai khao. I thái vietnamiti sono nella lista dei 54 gruppi etnici riconosciuti dal governo vietnamita.

### Laos
In Laos, la cui lingua è mutuamente intelligibile con quella dei tai dam, sono chiamati tai dam o thai den. Secondo il censimento del 1995, erano circa 50.000 stanziati nella centrale Provincia di Khammouan. Come in Vietnam, vengono chiamati anche thai den e tai noir ed il principale dialetto è il tai muoi. L'etnia è stata inserita nel censimento nazionale nel gruppo dei tai, di cui fanno parte anche i tai deng (tai rossi) ed i tai khao (tai bianchi).

### Cina
I tai dam sono originari della Cina meridionale, dove vengono chiamati dǎidān (in caratteri cinesi: 傣擔). Erano nel 1995 in 10.000, concentrati nella contea autonoma Miao, Yao e Dai di Jinping, nella Provincia dello Yunnan. Vengono per questo chiamati anche Jinping dai. Il governo di Pechino li ha inseriti nel gruppo dei dai, di cui fanno parte altre etnie tra cui i tai lü ed i tai khao. I dai sono stati inseriti nella lista dei 56 gruppi etnici riconosciuti dal governo cinese.

### Altri paesi
A seguito della presa del potere dei comunisti in Laos ed in Vietnam, molti tai dam si sono rifugiati in altri paesi. La comunità più popolosa è diventata quella statunitense, che conta oggi circa 10.000 membri, di cui l'80% nello Stato dell'Iowa. Altre comunità si sono rifugiate in Thailandia, circa 700 abitanti in un villaggio della Provincia di Loei (stima del 2004), 1.100 in Francia e altri in Australia.

## Storia
Stanziati a lungo nelle zone dello Yunnan, i tai dam furono costretti nel XIII secolo a migrare a sud a causa dell'invasione mongola guidata da Kublai, che sottomise l'antico Regno di Dali e divenne poi imperatore cinese e fondatore della dinastia Yuan. Si stabilirono nelle province nord-occidentali dell'attuale Vietnam, nella zona di Muong Then, l'odierna Dien Bien Phu. Quest'area si popolò di altri popoli tai e divenne conosciuta con il nome di Sipsong Chao Tai, letteralmente dodici principati tai. Per alcuni secoli, furono soggetti alternativamente al dominio del regno laotiano di Lan Xang e delle varie dinastie nord-vietnamite che si susseguirono.
Nel 1880 i siamesi occuparono la regione, dove si era asserragliata una grossa banda di cinesi chiamata l'esercito della bandiera nera che compiva scorribande nel Regno di Luang Prabang, divenuto un secolo prima vassallo del Siam. Con la conquista di Hanoi del 1885, i francesi completarono la conquista del Vietnam ed occuparono i Sipsong Chao Thai nel 1888.
Alla fine dell'era coloniale, i tai dam appoggiarono i francesi nella prima guerra d'Indocina (1946-1954), ed il trionfo dei comunisti nord-vietnamiti li costrinse ad evacuare molti villaggi. Una parte si rifugiò nel Laos centrale e un'altra nel Vietnam del Sud, allora retto dal cattolico anti-comunista Ngô Đình Diệm. Gli sforzi indipendentisti dei ribelli laotiani e vietnamiti furono premiati con la vittoria nella guerra del Vietnam e nella guerra civile laotiana. Molti tai dam furono nuovamente costretti a rifugiarsi all'estero, formando discrete comunità in Thailandia, in Australia, in Francia e soprattutto nell'Iowa, negli Stati Uniti.